# Il pianeta dei dinosauri (film)
Il pianeta dei dinosauri è un film di fantascienza del 1978 diretto da James K. Shea.

## Trama
L'equipaggio dell'astronave Odissea è costretta a naufragare in un pianeta remoto. Qui una ragazza appartenente all'equipaggio entra in acqua per recuperare degli strumenti importanti, ma viene uccisa da un mostro simile ad un Mosasauro. L'equipaggio si renderà conto che il pianeta è abitato dai dinosauri. Pian piano alcuni di loro moriranno a causa di un Tyrannosaurus Rex, mentre un altro, intento a rubare delle uova, viene ucciso da un Centrosaurus. Tuttavia gli ultimi superstiti organizzeranno un piano per uccidere il T-rex, che avrà successo. Alla fine i sopravvissuti rimarranno in quel pianeta, e due di loro avranno addirittura un figlio.

## Riconoscimenti
- Academy of Science Fiction, Fantasy & Horror Films
  - Miglior film prodotto con meno di un milione di dollari